# Santa Margarita
Santa Margarita – hiszpański XVII-wieczny galeon należący do Srebrnej floty, który zatonął we wrześniu 1622 roku czasie huraganu w pobliżu Florida Keys wraz z innymi statkami, w tym "Nuestra Señora de Atocha", mając na pokładzie ładunek srebra z kopalni Nowej Hiszpanii i innych kosztowności. 
W 1980 roku wrak "Santa Margarita" został odkryty przez syna amerykańskiego "łowcy skarbów" Mela Fishera. Artefakty archeologiczne i kosztowności wydobyte z obu statków można obecnie oglądać w Mel Fisher Maritime Heritage Society Museum w Key West na Florydzie.